# Kamjanka (Berdjansk)
Der ukrainische Ort Kamjanka (ukrainisch Кам'янка, russisch Каменка) geht auf das russlandmennonitische Dorf Hamberg zurück.

## Hamberg
Der Ort wurde 1863 durch Familien bestehender Dörfer vom westlichen Rand der Kolonie Molotschna gegründet. Der Siedlungsplatz lag in einiger Entfernung vom Tokmak. Der Ort hatte 26 Vollwirtschaften und drei Kleinwirtschaften. Kirchlich gehörten die meisten Bewohner der Gemeinde Schönsee an. 1908 gab es hier eine Windmühle, eine Ziegelei, eine Baumschule und ein Gartenzentrum. Mit dem Bau der Eisenbahn entstand die Station Stulnewo, 1 km südlich von Hamberg. Hamberg wurde mit der Kollektivierung Teil der Kolchose Komsomol, später Gorki, die in Wladiwka, dem vormaligen Waldheim, saß.

## Baudenkmäler
Es haben sich nur wenige Mennonitenbauten erhalten. Der Bahnhofsbau Stulnewo war bis zum russischen Überfall erhalten.